# QCQ企画
株式会社QCQ企画（キューシーキューきかく、登記社名: 株式会社キューシーキュー企画）は、無線従事者教育及びエレクトロニクス関係書の企画・編集をする企業。日本アマチュア無線連盟の賛助会員である。

## 事業

### 無線従事者養成課程
第三級・第四級アマチュア無線技士（略称:3アマ・4アマ）および第二級・第三級陸上特殊無線技士（略称:二陸特・三陸特）の養成課程を一般公募または団体からの受託により実施する。
授業時間数は下表の通り。
| コース     | 無線工学 | 法規  | 受講資格                        |
| ---------- | -------- | ----- | ------------------------------- |
| 4アマ標準  | 4時間    | 6時間 | 制限無し                        |
| 3アマ短縮  | 2時間    | 4時間 | 4アマ（相当する資格者を含む。） |
| 二陸特標準 | 4時間    | 5時間 | 制限無し                        |
| 三陸特標準 | 2時間    | 4時間 | 制限無し                        |

本社のある関東総合通信局管内のほかに信越・近畿・東海総合通信局

管内でも実施する。
講習会の特徴として、教科書は自社で編集したものを使用する。
また、3アマ短縮コース以外の受講料には20歳未満割引きを、4アマ標準コースには16歳未満割引きも設定している。
さらに、4アマ標準コースには小学生以上中学生以下を対象とする「中学生以下特別講習会」を設定することもあり、一般向けより受講料を更に割り引いている。
保護者は同時受講する場合に限り1名のみ入室できるが、受講料は一般向けと同額で授業・修了試験にあたっては席が離される。

### 通信教育・受験対策講習
第一級・第二級アマチュア無線技士（略称:1アマ・2アマ）国家試験の通信教育・受験対策講習を実施している。
2014年（平成26年）までは特殊無線技士国家試験の通信教育も行っていた。

### 出版
特殊無線技士、1・2アマの国家試験問題集・参考書やエレクトロニクス工作書などを企画・編集し、情報通信振興会や誠文堂新光社などから出版している。
また、1・2アマの国家試験問題集をCD-Rにより販売してい
- 1996年（平成8年） - 株式会社QCQ企画に社名変更。
- 2001年（平成13年） - アマチュア無線技士、特殊無線技士の通信教育開始。
- 2006年（平成18年） - 東京都中央区に移転。
- 2010年（平成22年） - 3アマ・4アマ養成課程開始[2]。
  - アマチュア無線技士養成課程の実施者として株式会社によるものは、日本初の1社である[4]。
- 2013年（平成25年） - 東京都世田谷区に移転。
- 2016年（平成28年） - 二陸特・三陸特の養成課程開始[3]。